# Tử thần ngọt ngào
Majurat See Nam Pueng (tên tiếng Thái: มัจจุราชสีน้ำผึ้ง, tên tiếng Việt: Tử thần ngọt ngào) là bộ phim truyền hình Thái Lan phát sóng vào năm 2013 và chiếu trên đài Channel 3 (CH3). Bộ phim được chuyển thể từ cuốn tiểu thuyết của Upatham Kongkaew với sự tham gia của Theeradej Wongpuapan và Pichukkana Wongsarattanasin.

## Nội dung
Gia tộc Vichanee và Pathamakul có một lời hẹn ước cho những đứa trẻ chưa được sinh ra đời. Nếu là trai và gái thì chúng sẽ kết duyên cùng nhau.
Nhà Vichanee có hai cô con gái, cô chị tên là Rojanasnai có người yêu là Prawut Wuttisak. Cô em tên là Romeruethai xinh đẹp. 
Đến một ngày khi biết mình được hứa gả cho một chàng trai tên là Paat của dòng họ Pathamakul ở Sukothai, cô ta luôn hậm hực vì nghĩ thân phận mình thế này mà phải gả cho một thằng nhà quê. Khi biết được bí mật lớn nhất đó chính là chị gái chỉ là con nuôi, bằng mọi thủ đoạn và âm mưu của mình, cô ta đã bắt ép Rojanasnai phải thực hiện hôn ước. Đó chính là một sai lầm của cuộc đời cô ta, tại sao khi mọi việc đã theo ý mình mà cô ta lại phải rơi nước mắt Bới vì...Ngay từ ngày đầu gặp Paat, cô ta đã không thể tin vào mắt mình, đến từ một miền quê nhưng Paat có tất cả những gì mà người phụ nữ ao ước.
Phải từ bỏ tình yêu và kết hôn với một kẻ không yêu mình, một kẻ nhìn đời bằng ánh mắt hình viên đạn liệu cuộc đời của Rojanasnai sẽ ra sao. Khi cô cay đắng nhìn vào thằng vào người đàn ông mà phải gọi bằng chồng và hét lên rằng: " Anh không phải là con người" cuộc đời cô sẽ thế nào trong tay người đàn ông ấy?
Còn Paat, anh không tin vào tình yêu, tình yêu là một thứ xa xỉ mà tạo hóa tạo ra để trêu ngươi con người. Phụ nữ trong mắt anh chỉ là những con người tham lam cần tiền để thỏa mãn những nhu cầu cuộc sống. Anh cảm thấy bị xúc phạm khi phải cưới người con gái ấy, họ mang sự dối trá để thực hiện lời hứa, để anh lấy con gái nuôi của gia đình. Anh cần phải trả lại xứng đáng những gì mình đã nhận.
Nơi cằn cỗi và khốc liệt nhất của lòng người chính là sự sân si, liệu tình yêu có thể nảy sinh trên mảnh đất này hay không? Liệu sẽ có những cánh hoa tình để cho ong bướm bay đến là kết mật cho đời.

## Diễn viên
- Theeradej Wongpuapan as Paat Pathamakul
- Pichukkana Wongsarattanasin as Rojanasnai Peung Wichanee
- Warit Tipgomut as Lieutenant General Prawut Thraipolrachata
- Apinya Sakuljaroensuk as Romereuthai
- Pidsanu Nimsakul as Pootawee
- Apissada Kreurkongka as Uraat
- Suriyon Aroonwattanakul as Officer/Liutenant Waraat
- Boromwuti Hiranyatithi as Chit
- Savitree Samipak as Preme
- Passorn Boonyakiat as Lamphao
- Natharika Thamapreedanan as Saeng Chan
- Goonchorn Na Ayuthaya as Payong
- Suchao Pongwilai as Noppharat

## Ca khúc nhạc phim
- คนที่ร้ายคนที่รัก / Kon Tee Rai Kon Tee Ruk - Nammon
- รักในละคร / Ruk Nai Lakorn - Pod Thanachai
- หนี้หัวใจ / Ni Hua Chai - Mintita Wattanakul (Mint AF3)
- ไกลแค่ไหน คือ ใกล้ / Glai Kae Nai Keu Glai - Getsunova (Special version)

## Rating
| Tập        | Rating |
| ---------- | ------ |
| 1          | 6.2    |
| 2          | 6.9    |
| 3          | 6.2    |
| 4          | 6.7    |
| 5          | 7.0    |
| 6          | 7.0    |
| 7          | 6.3    |
| 8          | 6.2    |
| 9          | 8.3    |
| 10         | 9.1    |
| 11         | 8.5    |
| 12         | 7.5    |
| 13         | 7.1    |
| 14         | 7.8    |
| 15         | 9.4    |
| Trung bình | 7.35   |